# Sergej Baltača
Sergej Pavlovič Baltača (in russo Сергей Павлович Балтача́?, in ucraino Сергій Павлович Балтача?, Serhij Pavlovyč Baltača; Mariupol', 17 febbraio 1958) è un allenatore di calcio ed ex calciatore sovietico dal 1991 ucraino, di ruolo difensore, tecnico in seconda del Charlton Under-18.
Campione olimpico nel 1980 a Mosca con l'Unione Sovietica, prese parte anche al campionato del mondo 1982 in Spagna; dopo l'esperienza in patria alla Dinamo Kiev, giocò anche in Inghilterra e Scozia, dove divenne allenatore.
È il padre della tennista naturalizzata britannica Elena Baltacha, scomparsa nel 2014 a 30 anni per un tumore al fegato.

## Carriera
Dopo un'intera carriera nella Dinamo Kiev, dal 1976 al 1988, cui coincise una lunga militanza nella Nazionale sovietica, una volta uscito dal giro di quest'ultima (1988) si ritirò in Gran Bretagna dove concluse la carriera tra Inghilterra (Ipswich Town) e Scozia (St. Johnstone, Inverness). Successivamente intraprese l'attività di allenatore, sempre in Gran Bretagna, tranne un triennio (1995 - 1998) nella natia Ucraina. I primi anni (1993- 1995) furono da allenatore - giocatore (Inverness, Caledonian).
Nella Nazionale dell'Unione Sovietica giocò 45 partite con 2 reti (1980 - 1988). Dopo la dissoluzione dell'URSS, non fu mai convocato nella Nazionale ucraina.

## Palmarès

### Giocatore

#### Club

##### Competizioni nazionali
- Campionato sovietico: 4

Dinamo Kiev: 1980, 1981, 1985, 1986
- Coppa dell'URSS: 4

Dinamo Kiev: 1978, 1982, 1984-1985, 1986-1987

##### Competizioni internazionali
- Coppa delle Coppe: 1

Dinamo Kiev: 1985-1986

#### Nazionale
- Campionato mondiale Under-20: 1

Tunisia 1977
- Bronzo olimpico: 1

Mosca 1980